# Pat Smythe
Pour les articles homonymes, voir Smythe.
Œuvres principales
- série Ji, Ja, Jo

Pat Smythe (née Patricia Rosemary Smythe le 22 novembre 1928, morte le 27 février 1996), est un écrivain anglais de romans équestres et d'autobiographies. Elle a été l'une des premières femmes à faire du saut d'obstacles et a remporté la médaille de bronze dans l'épreuve du saut d'obstacles par équipe aux Jeux olympiques d'été de 1956 de Stockholm. Son autobiographie Joies du Jumping (Jump For Joy, 1954) est parue en France.

## Biographie
Fille d'Eric Hamilton Smythe et de Frances Monica Curtoysa, Pat Smythe a deux frères aînés, Dicky et Ronald Smythe. La famille vit à Londres, près du parc Richmond (Richmond Park). 
Pat a été élève au pensionnat Talbot Heath School à Bournemouth. Épreuves et souffrances jalonneront sa vie personnelle et professionnelle. Son frère Dicky meurt de la pneumonie à l'âge de quatre ans. À cinq ans, elle contracte la diphtérie et manque de mourir. Bien qu'elle soit complètement rétablie, elle doit réapprendre à marcher. Son père meurt quand elle est adolescente, et sa mère décède à son tour quand Pat a 23 ans.
Lorsqu'éclate la guerre, Pat est envoyée en sûreté au centre de l'Angleterre, dans la région des Cotswolds (Ferne) avec son poney. Son frère est évacué à Newquay dans le comté du Cornouailles, où a été délocalisée son école.
C'est à cette époque que Pat rencontre, sans le savoir, le roi d'Angleterre. Empêtrée au milieu des chevaux qu'elle menait sur la route, elle dit au chauffeur de la voiture dans laquelle voyageait le roi : « Tais-toi ! Ne vois-tu pas que j’essaye de pousser ces chevaux hors de la route !»
Au début de l'année 1941, Pat et ses parents déménagent dans les Cotswolds. La vie y sera difficile en ces temps de guerre. En 1949, après la mort de son père, Pat et sa mère déménagent à nouveau à Miserden, toujours dans les Cotswolds.
Dans les années 1950 et 1960, l'équitation devient un sport médiatique grâce à la télévision qui notamment monte une rivalité entre Pat Smythe et Dawn Wofford.
Après l'obtention de la médaille de bronze aux Jeux olympiques d'été de 1956 (où elle est, avec Brigitte Schockaert, une des premières femmes à concourir, l'épreuve jusqu'alors strictement masculine étant devenue mixte cette année-là), Pat Smythe se marie en 1960 avec son ami d'enfance Sam Koechlin et devient Patricia Koechlin-Smythe. Elle vivra ensuite en Suisse, pays de son mari, et c'est là qu'elle écrira la plupart de ses livres. Sam meurt en 1986 et Pat revient vivre en Angleterre, dans les Cotswolds où elle meurt à l'âge de 67 ans d'une maladie de cœur.
Elle a écrit des autobiographies et des romans équestres, ainsi que des livres pour enfants sur le monde équestre, dont la série Ji, Ja, Jo (Three Jays), laquelle a été publiée en France chez Hachette dans la collection Bibliothèque verte.

## Œuvre

### Séries pour la jeunesse

#### SérieJi, Ja, Jo
Les six premiers titres sur les sept originaux ont été traduits en français (traduction de Suzanne Pairault et illustrations de François Batet).
Note : La première date est la date de la première édition française.
- 1966 : Ji, Ja, Jo et leurs chevaux (Jacqueline rides for a fall, 1957)
- 1967 : Le Rallye des trois amis (Three Jays against the clock, 1958)
- 1968 : La Grande randonnée (Three Jays on holiday, 1958)  no 356.
- 1969 : Le Grand Prix du Poney Club (Threes Jays go to town, 1959)
- 1970 : À cheval sur la frontière (Three Jays over the border, 1960)
- 1970 : Rendez-vous aux jeux olympiques (Three Jays go to Rome, 1960)
- Inédit en France : Three Jays Lend A Hand (1961)

#### SérieAventure
- A Swiss Adventure  (1970)
- A Spanish Adventure  (1971)
- A Cotswold Adventure  (1973)

### Autobiographie
- 1955 : Joies du Jumping (Jump For Joy, 1954)

### Biographies
- One Jump Ahead (1956)
- Tosca and Lucia (1958)
- Florian's Farmyard (1962)
- Jumping Around the World (1962)
- Flanagan My Friend (1963)
- Leaping Life's Fences (1992)

### Écrits non fictifs
Note : manuels d'apprentissage, ils contiennent cependant des éléments biographiques (anecdotes sur les chevaux de l'auteur))
- Pat Smythe's Book of Horses (1955)
- Horses And Places (1959)
- Bred to Jump (1965)
- A Pony For Pleasure (co-author, 1969)
- Show Jumping (1969)
- Pony Problems (1971)
- Salute the Horse (co-author)
- The Field Book of the Horse
- Youth in the Saddle (co-author)

## Prix et distinctions
- Médaille de bronze dans l'épreuve du saut d'obstacles par équipe aux Jeux olympiques d'été de 1956.

## Source
- Biographie de Pat Smythe avec les couvertures des éditions anglaises de ses œuvres